# Banque internationale à Luxembourg
Pour les articles homonymes, voir BIL.
 (décembre 2011).
Si vous disposez d'ouvrages ou d'articles de référence ou si vous connaissez des sites web de qualité traitant du thème abordé ici, merci de compléter l'article en donnant les références utiles à sa vérifiabilité et en les liant à la section « Notes et références ».
La Banque Internationale à Luxembourg (BIL), est une banque luxembourgeoise créée le 8 mars 1856,. La BIL vend des services de banque de détail, banque privée, banque des entreprises et des services de trésorerie et de marchés financiers.
La BIL est présente au Luxembourg, en Suisse et en Chine. Depuis 2018, elle est la propriété d'un holding chinois, Legend holdings. Elle est supervisée par la Commission de surveillance du secteur financier en 2020. 

## Historique

### XIXesiècle
La Banque Internationale à Luxembourg, d'abord créée sous le nom de Internationale Bank Luxemburg, a été la deuxième société bancaire anonyme du Luxembourg, créée avec des capitaux allemands d'une hauteur de 6 millions de francs. Elle a été créée le 8 mars 1856 pour financer les chemins de fer et l'industrie sidérurgique. Les principaux actionnaires sont alors les familles Erlanger, Oppenheim, et Schaaffhausen. Elle ouvre son premier guichet le 31 juillet 1856. La même année, elle procède à la première émission de billets de banque, un droit dont elle a disposé jusqu'à l'introduction de la monnaie unique.

### XXesiècle
À l'issue de la Première Guerre mondiale, la Banque de Bruxelles et la Banque de l'Union parisienne entrent dans le capital de la BIL. En 1926, la Dresdner Bank entre également au capital de la banque luxembourgeoise. 
La BIL participe à la constitution de la bourse de Luxembourg et prend au fil des années plusieurs participations dans des sociétés luxembourgeoises comme la Compagnie luxembourgeoise de télédiffusion (devenu RTL Group) ou Luxair. 
En juillet 1963, la BIL est l'émetteur principal de la première euro-obligation introduite en Bourse de Luxembourg,. En 1970, la BIL est un des membres fondateurs de CEDEL, devenu aujourd’hui Clearstream International, chambre de compensation internationale. En 1985, la BIL inaugure une filiale de banque privée en Suisse, puis, quatre ans après, à Singapour.
Le Crédit Communal de Belgique devient actionnaire majoritaire de la BIL en 1991 en rachetant les parts de la Banque Bruxelles Lambert et de Pargesa, et fusionne avec le Crédit Communal de Belgique en 1996 pour devenir le Groupe bancaire Dexia. En 1998, la Banque Industrielle et Immobilière Privée (BIMP) est reprise à 100% par la BIL. La BIL se rapproche d'Axa pour créer une fonds dédié au microcrédit.

### XXIesiècle

#### 2000-2012: Groupe Dexia
En 2000, la BIL devient Dexia BIL, filiale du groupe bancaire Dexia à Luxembourg.
Le 20 décembre 2011, Precision Capital, une société anonyme de droit luxembourgeois détenant des participations dans des établissements bancaires et le Grand-Duché de Luxembourg annoncent la signature d’un protocole d’accord contraignant portant sur l’acquisition par Precision Capital et le Grand-Duché de Luxembourg de 99,90 % du capital de Dexia BIL, propriété du groupe Dexia. 
Le 5 octobre 2012, la transaction est finalisée. Precision Capital et le Grand Duché de Luxembourg deviennent les nouveaux actionnaires de la BIL. Precision Capital détient 89,936 % du capital de la BIL, tandis que les 10,064 % restants des actions sont détenus par le Grand-Duché de Luxembourg. 

#### 2013-2017
Le 26 avril 2013, la BIL a communiqué un plan de croissance stratégique à l’horizon 2015.
Sur le marché belge, la BIL a ouvert une succursale à Bruxelles en août 2013. Elle s’adresse en premier lieu à une clientèle privée résidente en Belgique, mais également à des Independent Financial Advisers et des Family Offices. En Asie du Sud Est, la banque souhaite renforcer sa présence à Singapour, notamment via une offre ciblée destinée aux High Net Worth Individuals. En 2013 et 2014, la BIL rachète KBL Switzerland en 2015.
Au Luxembourg, la BIL a créé la filiale BIL Manage Invest SA.
En 2014, François Pauly, alors CEO de la BIL, est nommé président du conseil d'administration. Hugues Delcourt le remplace au poste de CEO.
En 2017, Legend Holdings annonce l’acquisition des parts de Precision Capital dans la Banque Internationale à Luxembourg. La transaction est finalisée en juillet 2018. En mars 2019, Marcel Leyers est nommé nouveau CEO de la BIL, succédant à Hugues Delcourt.

### 2020-2024
En 2020, la banque est lourdement sanctionnée par la Commission de surveillance du secteur financier qui lui inflige une amende de 4,6 millions d’euros, en raison de faiblesses constatées dans son dispositif de lutte contre le blanchiment de capitaux et le financement du terrorisme.
En mai 2024, Jeffrey Dentzer succède à Marcel Leyers en tant que nouveau CEO de la BIL. Marcel Leyers devient président du Conseil d'administration de la BIL.